# Miguel Ángel Chico Herrera
Miguel Ángel Chico Herrera (Irapuato, Guanajuato, 17 de marzo de 1961) es un abogado, notario público, periodista y político mexicano. Fue miembro del Partido Revolucionario Institucional después de 40 años de militancia hasta 2018, ello para formar parte de la campaña electoral de Andrés Manuel López Obrador y ser miembro del partido Movimiento de Regeneración Nacional, dentro de su trayectoria política encontramos que fue candidato a Gobernador de Guanajuato en las Elecciones de 2006.
Chico ha sido director de El Sol del Bajío, uno de los periódicos del estado de Guanajuato y ha sido candidato a Presidente Municipal de Celaya, diputado local y diputado federal, no habiendo obtenido el triunfo en ninguna de sus postulaciones. De 2005 a 2006 fue presidente Estatal del PRI en Guanajuato y en marzo de 2006 fue postulado como candidato a gobernador del estado a la renuncia del anterior candidato, Wintilo Vega Murillo en las que fue derrotado por el candidato del PAN, Juan Manuel Oliva Ramírez.